# 郑荃
郑荃（1950年7月—），男，汉族，上海人，中华人民共和国小提琴制作家，中国民主同盟盟员，曾任全国人大常委会委员、全国人大教育科学文化卫生委员会委员，民盟中央常委，中央音乐学院校务委员会副主任、音乐科技部主任、提琴制作研究中心主任。

## 生平
毕业于意大利巴尔玛音乐学院提琴修造专业。2008年当选第十一届全国人民代表大会河南地区代表。2014年2月21日，欧美同学会·中国留学人员联谊会第七届理事会第一次会议召开，选举其出任第七届理事会副会长。

## 荣誉

### 外国勋章奖章
- 意大利团结之星指挥官勋章（義大利語：Ordine della Stella della Solidarietà Italiana）（意大利，2005年5月30日公布[7]，2005年12月5日于北京颁发[8]）